# Allotraeus gracillimus
Allotraeus gracillimus är en skalbaggsart som först beskrevs av Mitono 1947.  Allotraeus gracillimus ingår i släktet Allotraeus och familjen långhorningar.
Artens utbredningsområde är Taiwan. Inga underarter finns listade i Catalogue of Life.